# Gdynia
Gdynia (uitspraakⓘ; Kasjoebisch: Gdiniô; Duits: Gdingen, 1939-1945 Gotenhafen uitspraakⓘ) is een havenstad in het noorden van Polen, gelegen aan de Bocht van Gdańsk ten noorden van Gdańsk en Sopot, waarmee het de agglomeratie "Driestad" (Trójmiasto) vormt. De stad telt 247.329 inwoners (2016) en behoort tot de woiwodschap Pommeren.

## Geschiedenis
De eerste vermelding van het dorp Gdynia dateert uit de 13e eeuw. De plaats behoorde voor 1466 tot de staat van de Duitse Orde en daarna tot het koninkrijk Polen, maar kwam bij de Eerste Poolse Deling (1772) bij Pruisen. Het Verdrag van Versailles (1919) kende Gdingen na 150 jaar weer aan Polen toe.
Pas in deze periode werd de plaats van belang. Tot dan was het een kleine vissershaven, maar vanaf 1920 werd met Franse investeringen een grote zeehaven gebouwd; het heropgerichte Polen had door middel van de Poolse Corridor weliswaar toegang tot zee verworven, maar miste een haven voor marine en koopvaardij. Het eerste zeeschip liep in 1923 Gdynia binnen en tussen 1920 en 1933 groeide het inwonertal van 1.000 naar 32.000. Daarna, mede door annexatie van buurgemeenten, naar 100.000. Gdynia deed het naburige Danzig zware concurrentie aan. Hoewel de Danziger haven volgens het Verdrag van Versailles open was voor Poolse im- en export streefde het nieuwe Polen ernaar deze te verleggen naar het eigen staatsgebied. De nieuwe stad kreeg hoger (zeevaart)onderwijs en wetenschappelijke instituten ten behoeve van koopvaardij en marine. 
Na het uitbreken van de oorlog tussen Duitsland en Polen in september 1939 werd Gdynia ontmanteld en gereserveerd voor de Duitse Kriegsmarine. Tijdens de Tweede Wereldoorlog doopten de Duitse bezetters Gdynia, dat in het Duits van oudsher Gdingen heette, om tot Gotenhafen omdat de Germaanse Goten in de eerste eeuw vanuit Scandinavië hier aan land gekomen zouden zijn. De Poolse bevolking werd grotendeels uitgewezen of geïnterneerd. Bij de nadering van de Sovjetlegers stroomden tienduizenden vluchtelingen begin 1945 naar de haven waar de laatste mogelijkheid was om te ontsnappen, zoals met passagiersschepen als de Gustloff en de Steuben. Veel kleinere schepen kwamen in Denemarken, maar de laatstgenoemden werden getorpedeerd en daarbij verdronken alleen al in het geval van de Gustloff 7.000 opvarenden.

## Verkeer en vervoer
Gdynia heeft een trolleybusbedrijf, zie Trolleybus van Gdynia. De zeehaven heeft diverse verbindingen met onder andere Zweden.
- Station Gdynia Chylonia
- Station Gdynia Cisowa
- Station Gdynia Cisowa Elektrowozownia
- Station Gdynia Port Oksywie
- Station Gdynia Stocznia
- Station Gdynia Wielki Kack

## Bezienswaardigheden
Oude monumenten zijn er in Gdynia nauwelijks. Moderne architectuur is wel in de jaren twintig en dertig gebouwd. Bezienswaardigheden zijn het zeeaquarium en de haven met twee voor het publiek toegankelijke schepen: de torpedobootjager Blyskawica en de windjammer Dar Pomorza. De Blyskawica behoorde tot de Poolse marine tussen de twee wereldoorlogen. In 1939 zijn het schip en zijn bemanning naar Engeland uitgeweken. Het is het enige schip van de vooroorlogse Poolse marine dat de oorlog heeft overleefd.

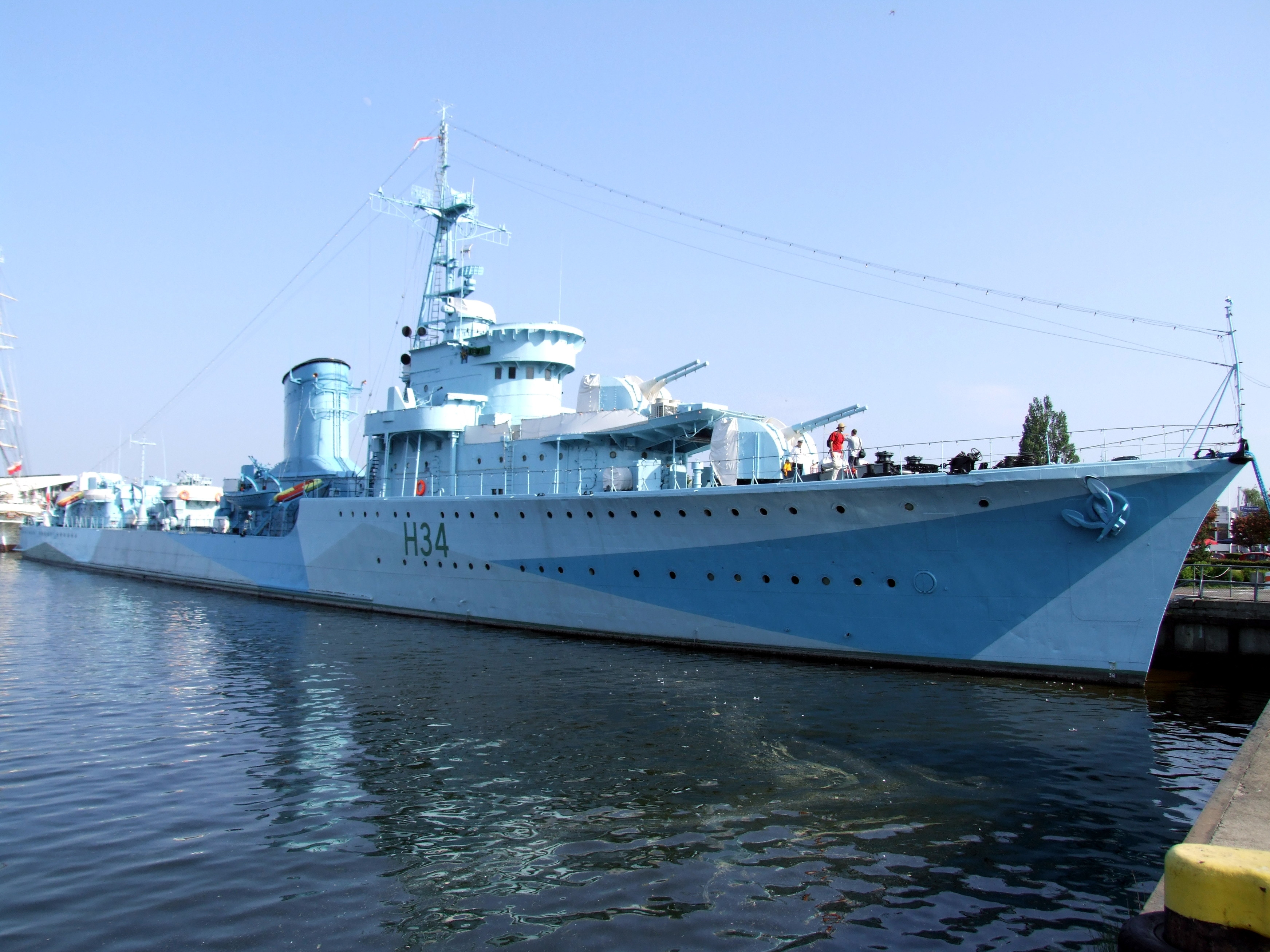
ORP Błyskawica

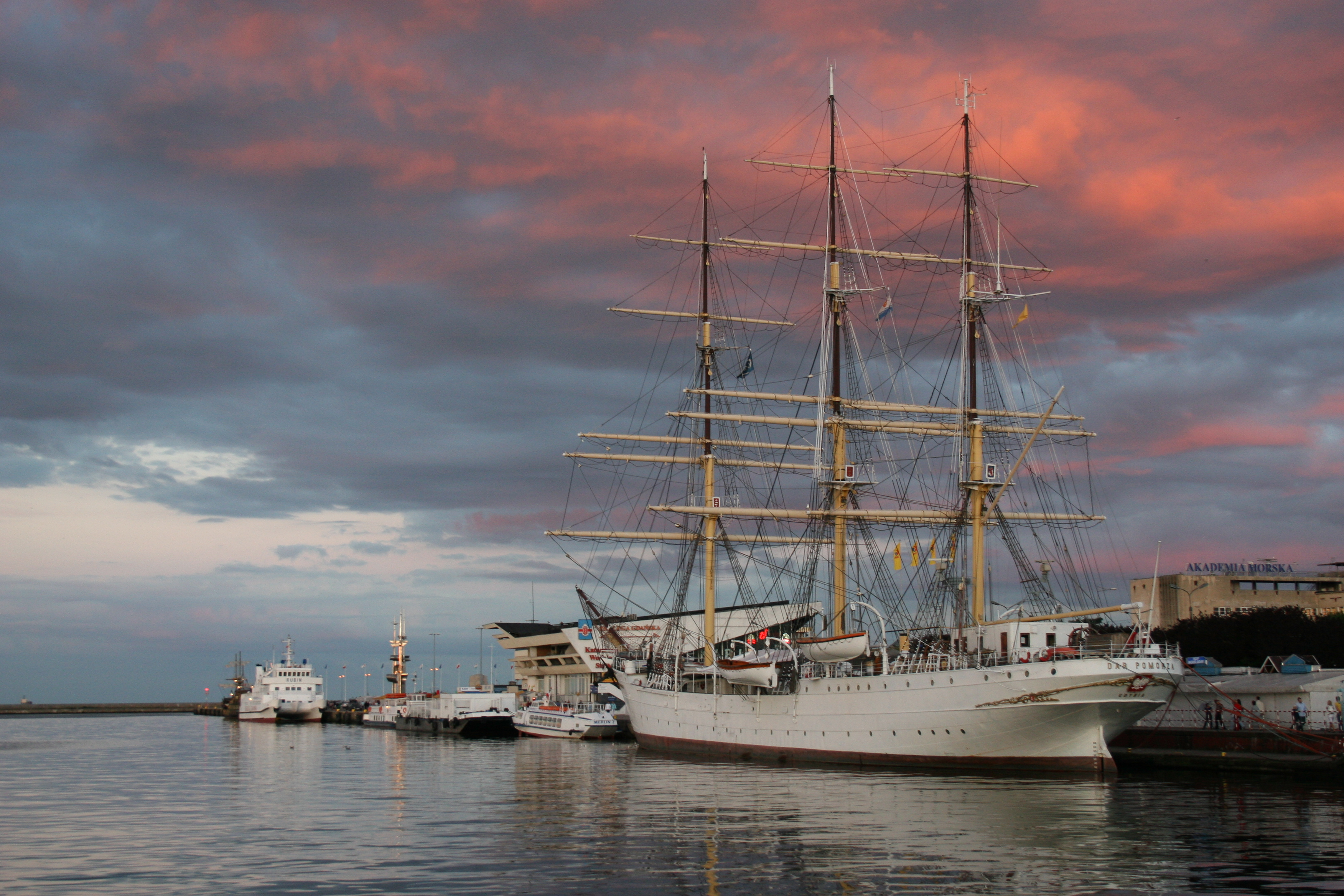
Dar Pomorza

## Sport
Arka Gdynia is de professionele voetbalclub van Gdynia en speelt vaak op het hoogste niveau, de Ekstraklasa en won twee keer de Poolse beker. De club speelt haar wedstrijden in het Stadion GOSiR.

## Stedenband
- Seattle (Verenigde Staten)

## Geboren in Gdingen - Gotenhafen - Gdynia
- Jörg Berger (1944-2010), Duits voetballer en voetbaltrainer
- Michael Pilarczyk (1969), Nederlands diskjockey, presentator
- Michael Klim (1977), Pools-Australisch zwemmer en olympisch kampioen
- Anna Przybylska (1978-2014), model
- Monika Pyrek (1980), polsstokhoogspringster
- Anna Rogowska (1981), polsstokhoogspringster
- Adam Darski (1977) zanger en leadgitarist van Behemoth

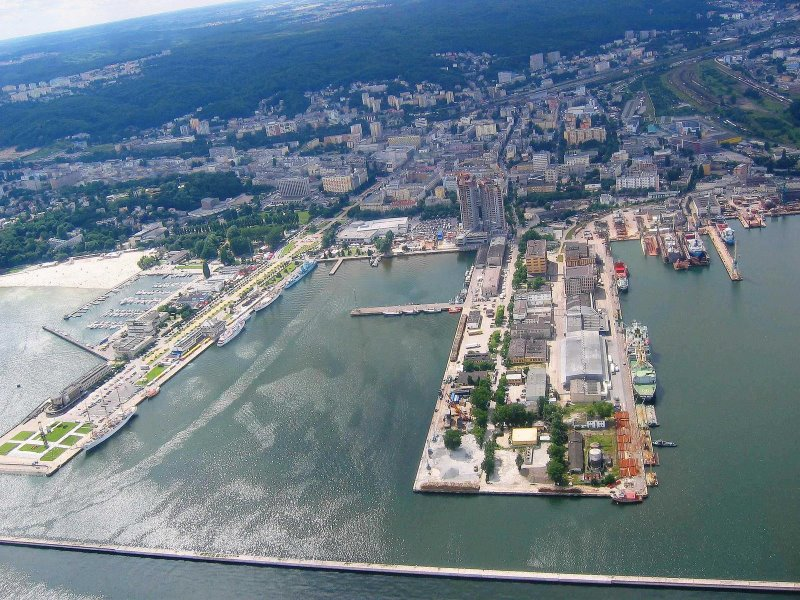
Uitzicht op de haven

## Trivia
- In de jaren twintig van de 20e eeuw stond Gdynia als vissersplaats in het teken van de vleetvisserij op haring. De Poolse overheid had in de loop van de jaren twintig contact gezocht met Nederlandse rederijen die op de Noordzee een dergelijke vorm van haringvisserij beoefenden. Voorafgegaan door een Vlaardingse rederij kreeg uiteindelijk een Scheveningse onderneming de mogelijkheid de Poolse vissers de vleetvisserij op haring bij te brengen en het bedrijfsleven de verdere verwerking van de aangevoerde pekelharing — alsmede de (groot)handel daarin — te leren. Het Pools-Scheveningse bedrijf waarin alles werd samengebracht kreeg de Poolse naam MEWA wat 'meeuw' betekent. De inval in Polen door de Duitsers met als gevolg daarvan het begin van de Tweede Wereldoorlog maakte hieraan abrupt een einde. Deze bijna tienjarige periode en het genoemde gebeuren bleven lang betrekkelijk onbekend. De geschiedenis van de onderneming werd door de historisch publicist en auteur Piet Spaans nauwgezet onderzocht en beschreven.
- De stad Gdynia wordt ook vermeld in het boek Tsjip/De leeuwentemmer van Willem Elsschot. In dat boek gaan Adèle de Ridder (de dochter van Elsschot), Bennek Maniewski en hun zoontje wonen in Polen, ver van het ouderlijk huis van Adèle. Dat zal tot complicaties leiden.